# Gabriel de Vallseca

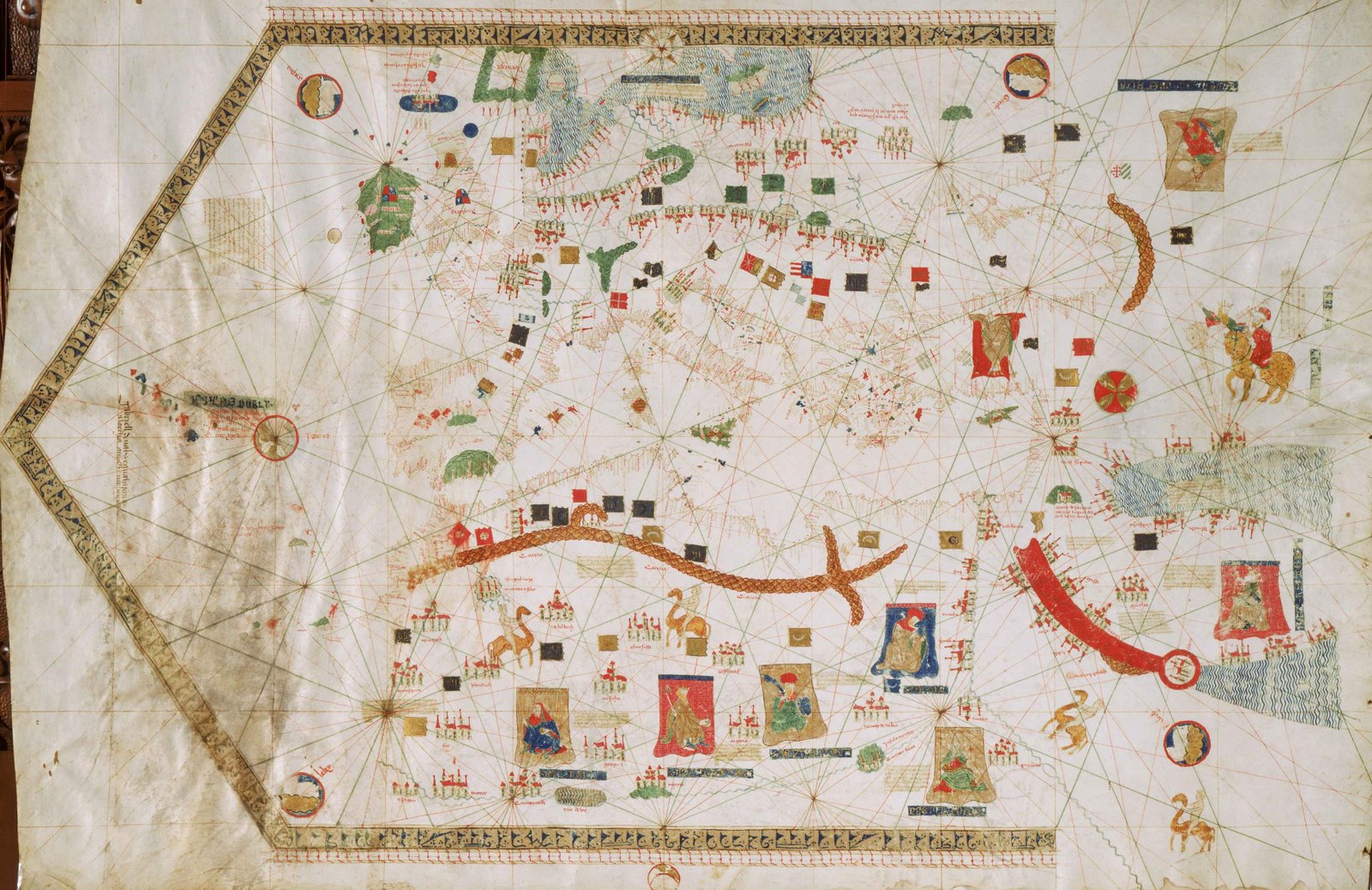
Carta de 1439 de Gabriel Vallseca.

 Gabriel Vallseca  o  Gabriel de Vallseca  (Barcelona, antes de 1408 - Palma de Mallorca, después de 1467) fue maestro de cartas de navegar (cartógrafo), fabricante de brújulas y mercader; era descendiente de judíoconversos. Al menos desde 1433 ya tenía taller en la ciudad de Mallorca, y antes había residido en Barcelona, donde habría nacido poco antes o poco después de los asalto al call de 1391, posiblemente sus ascendientes maternos eran mallorquines y familiares de su esposa.
Se le concedió la ciudadanía mallorquina en 1438. Residía en la parroquia de Santa Cruz, que era la barriada marinera y comercial de la ciudad. Se casó con Floreta Miró y tuvo dos hijos, Francisco y Juan, el primero de los cuales fue penitenciado por la inquisición por judaizante. Un hijo del segundo se casó con una mujer condenada por el tribunal también por judaizante. Hizo testamento en la ciudad de Mallorca en 1467.

## La obra
Se conservan tres cartas portulanas firmadas por Gabriel de Vallseca (escrito Vallsecha o Valsequa), todas ellas en la ciudad de Mallorca:
- Carta de 1439 conservada en el Museo Marítimo de Barcelona (inv. 3236), área mediterránea y fachada atlántica de Europa y el norte de África.
- Carta de 1447 en la Biblioteca Nacional de Francia (Res. Ge. C4607), área mediterránea.
- Carta de 1449 en el Archivo de Estado Florencia (CN 22), área mediterránea.

También dos anónimas son atribuidas a su taller:
- Carta sin fecha, aprox. 1440, en la Biblioteca Nacional Central de Florencia (portulano 16), área mediterránea y fachada atlántica de Europa y el norte de África.
- Carta sin fecha, aprox 1447, en la Biblioteca Nacional de Francia (Res. Ge. D 3005), fragmentos del Mediterráneo oriental.

Desde el punto de vista cartográfico del ámbito geográfico máximo que abarca, contando los anónimos que le son atribuidos, va desde Islandia y Escandinavia, al norte, al Río de Oro y Somalia, al sur, y desde las Azores, al oeste, al Turquestán y la península arábiga, en el este. Salvo las Azores, redescubiertas en 1427 y que Vallseca cartografía por primera vez de manera completa y correctamente ubicadas, las zonas extremas no forman parte del área portulana clásica, sino que son incorporadas con diseños convencionales.
Su diseño litoral y la toponimia son las propias de la cartografía portulana, pero incorporando las novedades provenientes de cualquiera de los talleres mediterráneos:
- Homogeneiza la escala entre el Mediterráneo y el Atlántico, que fue realizada por Francesco Beccari en Barcelona hacia el año 1400, pero que hasta Vallseca no fue incorporada por la cartografía mallorquina (no así el Mar Negro que continúa sobredimensionado).
- También incorpora las adaptaciones toponímicas de Beccari, en la península ibérica y las de la escuela veneciana en la Adriático.

Desde el punto de vista decorativo, sus cartas decoradas conservan las principales características de la iconografía mallorquina anterior: representación de la rosa de los vientos, miniaturas humanas, animales y vegetales, representación de la cordillera del Atlas en forma de palmera, los Alpes en forma de pie de gallo, Bohemia en forma de herradura, el río Danubio en cadena, el Tajo en forma de cayado, el Mar Rojo de color rojo, leyendas explicativas y uso del catalán en los textos y toponimia.
Una peculiaridad de Vallseca es que en la península del Sinaí mencionó el Mont de Santa Caterina, lo qual Deus dona la ley a Moisés. Combinaba así la tradición de los cartógrafos mallorquines judíos como Cresques Abraham, que asociaban el Sinaí con el profeta Moisés, con la de los cartógrafos cristianos como Guillem Soler, que dibujaban solo el monasterio cristiano.

## El taller
Se conserva un documento de reconocimiento de deuda por parte de Gabriel Vallseca, amortizada con cartas portulanas, que es de gran interés para conocer el funcionamiento de un taller cartográfico medieval. Por él sabemos que el margen de beneficio de la actividad en el siglo XV era más bien bajo y que el tiempo necesario para elaborar una carta de uso náutico (no decorada), era una semana (24 en seis meses dice el documento). Por lo tanto a este ritmo, el taller de Gabriel Vallseca pudo elaborar unas 2.000 cartas a lo largo de su periodo de actividad.
Estos datos nos indican que los talleres cartográficos eran centros artesanos de producción en serie, seguramente el más importante precedente medieval de la producción impresa, más que centros de captación de conocimiento científico como ha querido transmitir la historiografía romántica, y que se dedicaban principalmente a una producción utilitaria. La elaboración de las cartas más lujosas y rentables, que son las que se han conservado, debían ser encargos extraordinarios.

## Las vicisitudes de la Carta de 1439
Su obra más famosa es la carta de 1439 que se conserva en el Museo Marítimo de Barcelona. Sus vicisitudes se pueden seguir a lo largo de la historia: En su dorso contiene una nota según la cual la habría comprado Amerigo Vespucci por ochenta ducados de oro a finales del siglo XV. Esta inscripción ha sido considerado falsa por varios historiadores, una estratagema de algún negociante para vender la carta a mayor precio.
Desde antes de 1785 fue propiedad del Cardenal Antonio Despuig y Dameto, que la adquirió en Florencia y la depositó en Raixa, donde la conservaron sus herederos los condes de Montenegro. En 1836 la escritora George Sand derramó tinta sobre ella por accidente mientras la contemplaba, dejándola manchada. A principios del siglo XX el conde de Montenegro se desprendió de la colección del Cardenal Despuig y, pese a las protestas de los círculos culturales mallorquines, las instituciones insulares no la compraron. Finalmente la carta fue vendida en 1910 al catalán Pere Bosc y Oliver, el cual a su vez la vendió al Institut d'Estudis Catalans en 1917, que la entregó a la Biblioteca de Cataluña, institución que finalmente en 1960 la dejó en depósito en el Museo Marítimo de Barcelona donde se encuentra actualmente expuesta.

## Reconocimientos
En Palma hay una escuela pública y un calle que llevan su nombre. Al sureste de la isla de Mallorca una montaña sumergida lleva su nombre.